# لولوفرو زوفكو
لولوفرو زوفكو (بالكرواتية: Lovro Zovko)‏ مواليد 18 مارس 1981 في زغرب، جمهورية كرواتيا الاشتراكية، جمهورية يوغوسلافيا الاشتراكية الاتحادية، هو لاعب كرة مضرب كرواتي بدأ مسيرته كمحترف سنة 1999 يلعب باليد اليمنى. أعلى تصنيف له في الفردي كان المركز الـ 151 في سنة 2003.

## النهائيات

### الزوجي: 5 (0–5)
| الحصيلة | الرقم | التاريخ        | الدورة                  | السطح  | الشريك          | الخصم في النهائي                   | النقاط في النهائي |
| الوصيف  | 1.    | 17 يوليو 2000  | بطولة كرواتيا المفتوحة  | ترابية | إيفان ليوبيسيتش | ألبرت بورتاس أليكس لوبيز مورون     | 1–6, 6–7(2)       |
| الوصيف  | 2.    | 16 يوليو 2001  | بطولة كرواتيا المفتوحة  | ترابية | إيفان ليوبيسيتش | سيرجيو رويتمان أندريس سشنيتر       | 2–6, 5–7          |
| الوصيف  | 3.    | 8 أكتوبر 2007  | كأس الكرملين            | صلبة   | توماس سيبولك    | مارات سافين دميتري تورسنوف         | 4–6, 2–6          |
| الوصيف  | 4.    | 22 أكتوبر 2007 | بطولة مونبلييه المفتوحة | صلبة   | أوكاش كوبوت     | سيباستيان غروسجان جو ويلفرد تسونجا | 4–6, 3–6          |
| الوصيف  | 5.    | 30 يوليو 2011  | بطولة كرواتيا المفتوحة  | ترابية | مارين سيليتش    | سيموني بوليلي فابيو فونيني         | 3–6, 7–5, [7–10]  |

## روابط خارجية
- لولوفرو زوفكو على موقع رابطة محترفي التنس (الإنجليزية)
- لولوفرو زوفكو على موقع الاتحاد الدولي لكرة المضرب (الإنجليزية)
- لولوفرو زوفكو على موقع كأس ديفيز (الإنجليزية)
- لولوفرو زوفكو على موقع خلاصة التنس.كوم (الإنجليزية)
- لولوفرو زوفكو على موقع إي إس بي إن.كوم (الإنجليزية)